# 1014 Semphyra
1014 Semphyra este un asteroid din centura principală, descoperit pe 29 ianuarie 1924, de Karl Reinmuth.